# Copa Pan-Americana de Voleibol Feminino de 2005
O Copa Pan-Americana de Voleibol Feminino de 2005 foi a 4ª edição do torneio organizado pela União Pan-Americana de Voleibol (UPV), em parceria com a NORCECA e CSV, realizado no período de 8 a 19 de junho na cidade de Santo Domingo; competição que contou com a participação de doze equipes, serviu também como classificatório para edição do Grand Prix de Voleibol de 2006

## Seleções participantes
As seguintes seleções participaram da Copa Pan-Americana de Voleibol Feminino:
| Equipe               | Última participação |
| -------------------- | ------------------- |
| República Dominicana | (Sede), 3º em 2004  |
| Argentina            | 8º em 2004          |
| Barbados             | Estreante           |
| Brasil               | 4º em 2004          |
| Canadá               | 5º em 2004          |
| Costa Rica           | 9º em 2004          |
| Cuba                 | 1º em 2004          |
| Estados Unidos       | 2º em 2004          |
| Jamaica              | Estreante           |
| México               | 7º em 2004          |
| Porto Rico           | 6º em 2004          |
| Venezuela            | 5º em 2003          |

## Formato da disputa
As doze seleções foram divididas proporcionalmente em Grupos A e B; em cada grupo as seleções se enfrentam entre si, e ao final dos confrontos a melhor equipe de cada grupo classifica-se automaticamente para as semifinais; já as segundas e terceiras posições disputaram as quartas de final (cruzamento olímpico).
As equipes posicionadas na quarta e quinta posição de cada grupo disputaram as classificações do quinto ao décimo segundo lugares.
Os perdedores das quartas de final disputaram as classificações do sétimo ao décimo lugares, já os  vencedores das quartas de final disputaram as semifinais e destes confrontos as melhores equipes fizeram a final e os perdedores a disputa do bronze.
A pontuação conforme regulamento da competição foi firmada da seguinte forma:
- Partida vencida = 2 pontos;
- Partida perdida = 1 ponto;
- Partida abandonada = 0 ponto.

Em caso de desempate, foram adotados os seguintes critérios:
1. Proporção entre pontos ganhos e pontos perdidos (razão de pontos).
2. Proporção entre os sets ganhos e os sets perdidos (relação Sets).
3. Se o empate persistir entre duas equipes, a prioridade é dada à equipe que venceu a última partida entre as equipes envolvidas.
4. Se o empate persistir entre três equipes ou mais, uma nova classificação será feita levando-se em conta apenas as partidas entre as equipes envolvidas.

## Fase classificatória
Classificação

## Grupo A
|     |                      |     | Jogos | Jogos | Jogos | Resultados | Resultados | Resultados | Resultados | Resultados | Resultados | Sets | Sets | Sets  | Pontos | Pontos | Pontos |
| Pos | Equipe               | Pts | T     | V     | D     | 3–0        | 3–1        | 3–2        | 2–3        | 1–3        | 0–3        | V    | P    | R     | V      | P      | R      |
| --- | -------------------- | --- | ----- | ----- | ----- | ---------- | ---------- | ---------- | ---------- | ---------- | ---------- | ---- | ---- | ----- | ------ | ------ | ------ |
| 1   | República Dominicana | 13  | 5     | 5     | 0     | 2          | 1          | 2          | 0          | 0          | 0          | 15   | 5    | 3,000 | 461    | 388    | 1.188  |
| 2   | Brasil               | 12  | 5     | 4     | 1     | 2          | 1          | 1          | 1          | 0          | 0          | 14   | 6    | 2.333 | 465    | 388    | 1.198  |
| 3   | Porto Rico           | 10  | 5     | 3     | 2     | 1          | 1          | 1          | 2          | 0          | 0          | 13   | 9    | 1.444 | 494    | 474    | 1.042  |
| 4   | Venezuela            | 7   | 5     | 2     | 3     | 2          | 0          | 0          | 1          | 0          | 2          | 8    | 9    | 0.889 | 372    | 363    | 1.025  |
| 5   | Argentina            | 3   | 5     | 1     | 4     | 1          | 0          | 0          | 0          | 3          | 1          | 6    | 12   | 0.500 | 397    | 435    | 0.913  |
| 6   | Costa Rica           | 0   | 5     | 0     | 5     | 0          | 0          | 0          | 0          | 0          | 5          | 0    | 15   | 0,000 | 238    | 379    | 0.628  |

Resultados
| 10 de junho de 2005 15:00 Relatório | Argentina | 3 — 0             | Costa Rica | Ginásio A, Santo Domingo Público: 700 |
| 10 de junho de 2005 15:00 Relatório | 25 29 25  | Set 1 Set 2 Set 3 | 21 27 20   | Ginásio A, Santo Domingo Público: 700 |

| 10 de junho de 2005 17:00 Relatório | Brasil         | 3 — 2                         | Porto Rico  | Ginásio A, Santo Domingo Público: 1500 |
| 10 de junho de 2005 17:00 Relatório | 28 21 23 25 15 | Set 1 Set 2 Set 3 Set 4 Set 5 | 26 25 23 11 | Ginásio A, Santo Domingo Público: 1500 |

| 10 de junho de 2005 20:00 Relatório | República Dominicana | 3 — 0             | Venezuela | Ginásio A, Santo Domingo Público: 2000 |
| 10 de junho de 2005 20:00 Relatório | 25                   | Set 1 Set 2 Set 3 | 20 17 23  | Ginásio A, Santo Domingo Público: 2000 |

| 11 de junho de 2005 15:00 Relatório | Venezuela | 3 — 0             | Costa Rica | Ginásio A, Santo Domingo Público: 670 |
| 11 de junho de 2005 15:00 Relatório | 25        | Set 1 Set 2 Set 3 | 12 19 20   | Ginásio A, Santo Domingo Público: 670 |

| 11 de junho de 2005 17:00 Relatório | Brasil   | 3 — 1                   | Argentina   | Ginásio A, Santo Domingo Público: 1200 |
| 11 de junho de 2005 17:00 Relatório | 25 22 25 | Set 1 Set 2 Set 3 Set 4 | 20 25 18 22 | Ginásio A, Santo Domingo Público: 1200 |

| 11 de junho de 2005 20:00 Relatório | República Dominicana | 3 — 2                         | Porto Rico | Ginásio A, Santo Domingo Público: 3000 |
| 11 de junho de 2005 20:00 Relatório | 22 21 27 25 15       | Set 1 Set 2 Set 3 Set 4 Set 5 | 25 18 13   | Ginásio A, Santo Domingo Público: 3000 |

| 12 de junho de 2005 15:00 Relatório | Brasil | 3 — 0             | Costa Rica | Ginásio A, Santo Domingo Público: 950 |
| 12 de junho de 2005 15:00 Relatório | 25     | Set 1 Set 2 Set 3 | 9 12 10    | Ginásio A, Santo Domingo Público: 950 |

| 12 de junho de 2005 17:00 Relatório | Venezuela      | 2 — 3                         | Porto Rico     | Ginásio A, Santo Domingo Público: 1500 |
| 12 de junho de 2005 17:00 Relatório | 23 25 23 25 10 | Set 1 Set 2 Set 3 Set 4 Set 5 | 25 17 25 21 15 | Ginásio A, Santo Domingo Público: 1500 |

| 12 de junho de 2005 20:00 Relatório | República Dominicana | 3 — 1                   | Argentina | Ginásio A, Santo Domingo Público: 2900 |
| 12 de junho de 2005 20:00 Relatório | 25 20 25             | Set 1 Set 2 Set 3 Set 4 | 20 25 16  | Ginásio A, Santo Domingo Público: 2900 |

| 13 de junho de 2005 15:00 Relatório | Porto Rico  | 3 — 1                   | Argentina   | Ginásio A, Santo Domingo Público: 850 |
| 13 de junho de 2005 15:00 Relatório | 25 28 22 25 | Set 1 Set 2 Set 3 Set 4 | 22 26 25 20 | Ginásio A, Santo Domingo Público: 850 |

| 13 de junho de 2005 17:00 Relatório | Brasil | 3 — 0             | Venezuela | Ginásio A, Santo Domingo Público: 900 |
| 13 de junho de 2005 17:00 Relatório | 25     | Set 1 Set 2 Set 3 | 18 21 17  | Ginásio A, Santo Domingo Público: 900 |

| 13 de junho de 2005 20:00 Relatório | República Dominicana | 3 — 0             | Costa Rica | Ginásio A, Santo Domingo Público: 1800 |
| 13 de junho de 2005 20:00 Relatório | 25                   | Set 1 Set 2 Set 3 | 9 17 9     | Ginásio A, Santo Domingo Público: 1800 |

| 14 de junho de 2005 15:00 Relatório | Porto Rico | 3 — 0             | Costa Rica | Ginásio A, Santo Domingo Público: 800 |
| 14 de junho de 2005 15:00 Relatório | 25         | Set 1 Set 2 Set 3 | 19 14 20   | Ginásio A, Santo Domingo Público: 800 |

| 14 de junho de 2005 17:00 Relatório | Venezuela | 3 — 0             | Argentina | Ginásio A, Santo Domingo Público: 700 |
| 14 de junho de 2005 17:00 Relatório | 25        | Set 1 Set 2 Set 3 | 20 23 16  | Ginásio A, Santo Domingo Público: 700 |

| 14 de junho de 2005 20:00 Relatório | República Dominicana | 3 — 2                         | Brasil      | Ginásio A, Santo Domingo Público: 7000 |
| 14 de junho de 2005 20:00 Relatório | 26 25 21 19 15       | Set 1 Set 2 Set 3 Set 4 Set 5 | 24 20 25 12 | Ginásio A, Santo Domingo Público: 7000 |

## Grupo B
|     |                |     | Jogos | Jogos | Jogos | Resultados | Resultados | Resultados | Resultados | Resultados | Resultados | Sets | Sets | Sets  | Pontos | Pontos | Pontos |
| Pos | Equipe         | Pts | T     | V     | D     | 3–0        | 3–1        | 3–2        | 2–3        | 1–3        | 0–3        | V    | P    | R     | V      | P      | R      |
| --- | -------------- | --- | ----- | ----- | ----- | ---------- | ---------- | ---------- | ---------- | ---------- | ---------- | ---- | ---- | ----- | ------ | ------ | ------ |
| 1   | Cuba           | 15  | 5     | 5     | 0     | 5          | 0          | 0          | 0          | 0          | 0          | 15   | 0    | MAX   | 381    | 243    | 1.568  |
| 2   | Estados Unidos | 12  | 5     | 4     | 1     | 4          | 0          | 0          | 0          | 0          | 1          | 12   | 3    | 4,000 | 375    | 250    | 1.500  |
| 3   | Canadá         | 9   | 5     | 3     | 2     | 3          | 0          | 0          | 0          | 0          | 2          | 9    | 6    | 1.500 | 328    | 280    | 1.171  |
| 4   | México         | 6   | 5     | 2     | 3     | 2          | 0          | 0          | 0          | 0          | 3          | 6    | 9    | 0.667 | 282    | 330    | 0.855  |
| 5   | Barbados       | 3   | 5     | 1     | 4     | 1          | 0          | 0          | 0          | 0          | 4          | 3    | 12   | 0.250 | 262    | 344    | 0.762  |
| 6   | Jamaica        | 0   | 5     | 0     | 5     | 0          | 0          | 0          | 0          | 0          | 5          | 0    | 15   | 0,000 | 215    | 375    | 0.573  |

Resultados
| 10 de junho de 2005 15:00 Relatório | Barbados | 0 — 3             | Canadá | Ginásio B, Santo Domingo Público: 100 |
| 10 de junho de 2005 15:00 Relatório | 18 16 19 | Set 1 Set 2 Set 3 | 25     | Ginásio B, Santo Domingo Público: 100 |

| 10 de junho de 2005 17:00 Relatório | Estados Unidos | 3 — 0             | Jamaica | Ginásio B, Santo Domingo Público: 100 |
| 10 de junho de 2005 17:00 Relatório | 25             | Set 1 Set 2 Set 3 | 10 16 9 | Ginásio B, Santo Domingo Público: 100 |

| 10 de junho de 2005 20:00 Relatório | Cuba | 3 — 0             | México | Ginásio B, Santo Domingo Público: 100 |
| 10 de junho de 2005 20:00 Relatório | 25   | Set 1 Set 2 Set 3 | 15 11  | Ginásio B, Santo Domingo Público: 100 |

| 11 de junho de 2005 15:00 Relatório | Canadá | 3 — 0             | Jamaica  | Ginásio B, Santo Domingo Público: 100 |
| 11 de junho de 2005 15:00 Relatório | 25     | Set 1 Set 2 Set 3 | 20 11 13 | Ginásio B, Santo Domingo Público: 100 |

| 11 de junho de 2005 17:00 Relatório | Cuba | 3 — 0             | Barbados | Ginásio B, Santo Domingo Público: 130 |
| 11 de junho de 2005 17:00 Relatório | 25   | Set 1 Set 2 Set 3 | 16 12 15 | Ginásio B, Santo Domingo Público: 130 |

| 11 de junho de 2005 20:00 Relatório | Estados Unidos | 3 — 0             | México  | Ginásio B, Santo Domingo Público: 150 |
| 11 de junho de 2005 20:00 Relatório | 25             | Set 1 Set 2 Set 3 | 13 21 8 | Ginásio B, Santo Domingo Público: 150 |

| 12 de junho de 2005 15:00 Relatório | Estados Unidos | 3 — 0             | Barbados | Ginásio B, Santo Domingo Público: 100 |
| 12 de junho de 2005 15:00 Relatório | 25             | Set 1 Set 2 Set 3 | 11 15 17 | Ginásio B, Santo Domingo Público: 100 |

| 12 de junho de 2005 17:00 Relatório | Jamaica  | 0 — 3             | México | Ginásio B, Santo Domingo Público: 150 |
| 12 de junho de 2005 17:00 Relatório | 21 16 20 | Set 1 Set 2 Set 3 | 25     | Ginásio B, Santo Domingo Público: 150 |

| 12 de junho de 2005 20:00 Relatório | Cuba | 3 — 0             | Canadá   | Ginásio B, Santo Domingo Público: 200 |
| 12 de junho de 2005 20:00 Relatório | 25   | Set 1 Set 2 Set 3 | 17 19 18 | Ginásio B, Santo Domingo Público: 200 |

| 13 de junho de 2005 15:00 Relatório | Jamaica | 0 — 3             | Cuba | Ginásio B, Santo Domingo Público: 100 |
| 13 de junho de 2005 15:00 Relatório | 12 11   | Set 1 Set 2 Set 3 | 25   | Ginásio B, Santo Domingo Público: 100 |

| 13 de junho de 2005 17:00 Relatório | México | 3 — 0             | Barbados | Ginásio B, Santo Domingo Público: 250 |
| 13 de junho de 2005 17:00 Relatório | 25     | Set 1 Set 2 Set 3 | 20 16 12 | Ginásio B, Santo Domingo Público: 250 |

| 13 de junho de 2005 17:00 Relatório | México | 3 — 0             | Barbados | Ginásio B, Santo Domingo Público: 250 |
| 13 de junho de 2005 17:00 Relatório | 25     | Set 1 Set 2 Set 3 | 20 16 12 | Ginásio B, Santo Domingo Público: 250 |

| 13 de junho de 2005 20:00 Relatório | Estados Unidos | 3 — 0             | Canadá   | Ginásio B, Santo Domingo Público: 275 |
| 13 de junho de 2005 20:00 Relatório | 25 26 25       | Set 1 Set 2 Set 3 | 11 24 14 | Ginásio B, Santo Domingo Público: 275 |

| 14 de junho de 2005 15:00 Relatório | Barbados | 3 — 0             | Jamaica | Ginásio B, Santo Domingo Público: 100 |
| 14 de junho de 2005 15:00 Relatório | 25       | Set 1 Set 2 Set 3 | 8 21 15 | Ginásio B, Santo Domingo Público: 100 |

| 14 de junho de 2005 17:00 Relatório | México   | 0 — 3             | Canadá | Ginásio B, Santo Domingo Público: 150 |
| 14 de junho de 2005 17:00 Relatório | 20 21 12 | Set 1 Set 2 Set 3 | 25     | Ginásio B, Santo Domingo Público: 150 |

| 14 de junho de 2005 20:00 Relatório | Estados Unidos | 0 — 3             | Cuba     | Ginásio B, Santo Domingo Público: 400 |
| 14 de junho de 2005 20:00 Relatório | 28 24 22       | Set 1 Set 2 Set 3 | 30 26 25 | Ginásio B, Santo Domingo Público: 400 |

## Fase final

### Chaveamento final
|  | Quartas de finais | Quartas de finais | Quartas de finais |  |  | Semifinais | Semifinais           | Semifinais |  |  | Final    | Final                | Final    |
|  |                   |                   |                   |  |  |            |                      |            |  |  |          |                      |          |
|  |                   |                   |                   |  |  | B1         | Cuba                 | 3          |  |  |          |                      |          |
|  | A2                | Brasil            | 3                 |  |  | A2         | Brasil               | 0          |  |  |          |                      |          |
|  | B3                | Canadá            | 0                 |  |  |            |                      |            |  |  | B1       | Cuba                 | 3        |
|  |                   |                   |                   |  |  |            |                      |            |  |  | A1       | República Dominicana | 0        |
|  |                   |                   |                   |  |  | A1         | República Dominicana | 3          |  |  |          |                      |          |
|  | B2                | Estados Unidos    | 3                 |  |  | B2         | Estados Unidos       | 1          |  |  | 3° lugar | 3° lugar             | 3° lugar |
|  | A3                | Porto Rico        | 1                 |  |  |            |                      |            |  |  | A2       | Brasil               | 3        |
|  |                   |                   |                   |  |  |            |                      |            |  |  | B2       | Estados Unidos       | 1        |

## Décimo primeiro lugar
Resultado
| 16 de junho de 2005 14:00 Relatório | Costa Rica | 3 — 0             | Jamaica | Ginásio B, Santo Domingo Público: 750 |
| 16 de junho de 2005 14:00 Relatório | 25         | Set 1 Set 2 Set 3 | 7 15 11 | Ginásio B, Santo Domingo Público: 750 |

## Nono lugar
Resultado
| 16 de junho de 2005 16:00 Relatório | Argentina | 3 — 0             | Barbados | Ginásio B, Santo Domingo Público: 550 |
| 16 de junho de 2005 16:00 Relatório | 25        | Set 1 Set 2 Set 3 | 9 13     | Ginásio B, Santo Domingo Público: 550 |

## Quartas de final
Resultados
| 16 de junho de 2005 18:00 Relatório | Brasil | 3 — 0             | Canadá   | Ginásio A, Santo Domingo Público: 700 |
| 16 de junho de 2005 18:00 Relatório | 25     | Set 1 Set 2 Set 3 | 14 20 17 | Ginásio A, Santo Domingo Público: 700 |

| 16 de junho de 2005 20:00 Relatório | Estados Unidos | 3 — 1                   | Porto Rico  | Ginásio A, Santo Domingo Público: 1200 |
| 16 de junho de 2005 20:00 Relatório | 24 25          | Set 1 Set 2 Set 3 Set 4 | 26 21 22 20 | Ginásio A, Santo Domingo Público: 1200 |

## Sétimo lugar
Resultado
| 17 de junho de 2005 14:00 Relatório | Venezuela      | 2 — 3                         | México      | Ginásio A, Santo Domingo Público: 650 |
| 17 de junho de 2005 14:00 Relatório | 25 21 23 25 12 | Set 1 Set 2 Set 3 Set 4 Set 5 | 19 25 19 15 | Ginásio A, Santo Domingo Público: 650 |

## Quinto lugar
| 17 de junho de 2005 16:00 Relatório | Canadá   | 0 — 3             | Porto Rico | Ginásio A, Santo Domingo Público: 1800 |
| 17 de junho de 2005 16:00 Relatório | 23 18 19 | Set 1 Set 2 Set 3 | 25         | Ginásio A, Santo Domingo Público: 1800 |

## Semifinais
Resultados
| 17 de junho de 2005 18:00 Relatório | Cuba | 3 — 0             | Brasil | Ginásio A, Santo Domingo Público: 1000 |
| 17 de junho de 2005 18:00 Relatório | 25   | Set 1 Set 2 Set 3 | 19 18  | Ginásio A, Santo Domingo Público: 1000 |

| 17 de junho de 2005 20:00 Relatório | República Dominicana | 3 — 1                   | Estados Unidos | Ginásio A, Santo Domingo Público: 7000 |
| 17 de junho de 2005 20:00 Relatório | 25 20 25             | Set 1 Set 2 Set 3 Set 4 | 17 25 18 23    | Ginásio A, Santo Domingo Público: 7000 |

## Terceiro lugar
Resultado
| 18 de junho de 2005 16:00 Relatório | Estados Unidos | 1 — 3                   | Brasil      | Ginásio A, Santo Domingo Público: 5000 |
| 18 de junho de 2005 16:00 Relatório | 22 25 22 25    | Set 1 Set 2 Set 3 Set 4 | 25 21 25 27 | Ginásio A, Santo Domingo Público: 5000 |

## Final lugar
Resultado
| 18 de junho de 2005 20:00 Relatório | República Dominicana | 0 — 3             | Cuba | Ginásio A, Santo Domingo Público: 6500 |
| 18 de junho de 2005 20:00 Relatório | 16 17 19             | Set 1 Set 2 Set 3 | 25   | Ginásio A, Santo Domingo Público: 6500 |